# واصل صفر العرض
الواصل صفر العرض (ZWJ) محرف غير مطبوع يستخدم في تصفيف المحارف حاسوبيًا مع بعض نظم الكتابة المتصلة، مثل: الهانغول الكوري والعربية وديوناكري.
عند وضعه بين محرفين، يفترض ألا يتصلا (أو بعد محرف في صورته النهائية)، فإن الواصل صفري العرض يسبب طباعتهم في شكلهم المتصل، فمثلا ه المفردة ستظهر ه‍ عند إلحاقها به (لاستخدامها في مثل 1420 ه‍).
يحمل الواصل صفري العرض في يونيكود الرمز U+200D، ويمثل في HTML برمز ‍&#8205; أو ‍&zwj;، ويمكن أن يكتب باستعمال المفاتيح Ctrl+Shift+1 مضغوطةً في نفس الوقت.